# Кертаун (Пенсилванија)
Кертаун (енгл. Kerrtown) насељено је место без административног статуса у америчкој савезној држави Пенсилванија.

## Демографија
По попису из 2010. године број становника је 305.
| Група             | 2000.    | 2010.       |
| Белци             | 0 (0,0%) | 283 (92,8%) |
| Афроамериканци    | 0 (0,0%) | 5 (1,6%)    |
| Азијати           | 0 (0,0%) | 6 (2,0%)    |
| Хиспаноамериканци | 0 (0,0%) | 6 (2,0%)    |
| Укупно            | 0        | 305         |